# Максим Ксидас
Максим (на гръцки: Μάξιμος, Максимос) е гръцки духовник, митрополит на Цариградската патриаршия.

## Биография
Роден е като Георгиос Ксидас (Γεώργιος Ξύδας) в 1942 година на Големия Принцов остров. Учи във Великата народна школа. В 1964 година завършва Семинарията на Халки и започва да учи във Бонския университет. В същата 1964 година е ръкоположен за дякон от германския митрополит Политевкт. В септември 1967 година става презвитер и архимандрит. В 1972 година става военен свещеник. Служи в Пирея. През 1974 г. той става директор на кабинета на архиепископа на Атина и цяла Гърция Серафим, а по-късно става протосингел на архиепископията. На 2 май 1984 г. е избран за митрополит на Сяр и Нигрита, ръкоположен е на 3 май 1984 г. и на 3 юни е интронизиран на епископски престол в Сяр. Умира на 5 март 2003 г. Погребан е в стария катедрален храм „Св. св. Теодор Тирон и Теодор Стратилат“. Името му носи улица в Сяр.